# 9484 Wanambi
9484 Wanambi eller 4590 P-L är en asteroid i huvudbältet som upptäcktes den 24 september 1960 av den nederländsk-amerikanske astronomen Tom Gehrels och det nederländska astronomparet Ingrid van Houten-Groeneveld och Cornelis Johannes van Houten vid Palomarobservatoriet. Den är uppkallad efter Wanambi i aborigin mytologi.
Den tillhör asteroidgruppen Themis.